# Aladdin (opera)

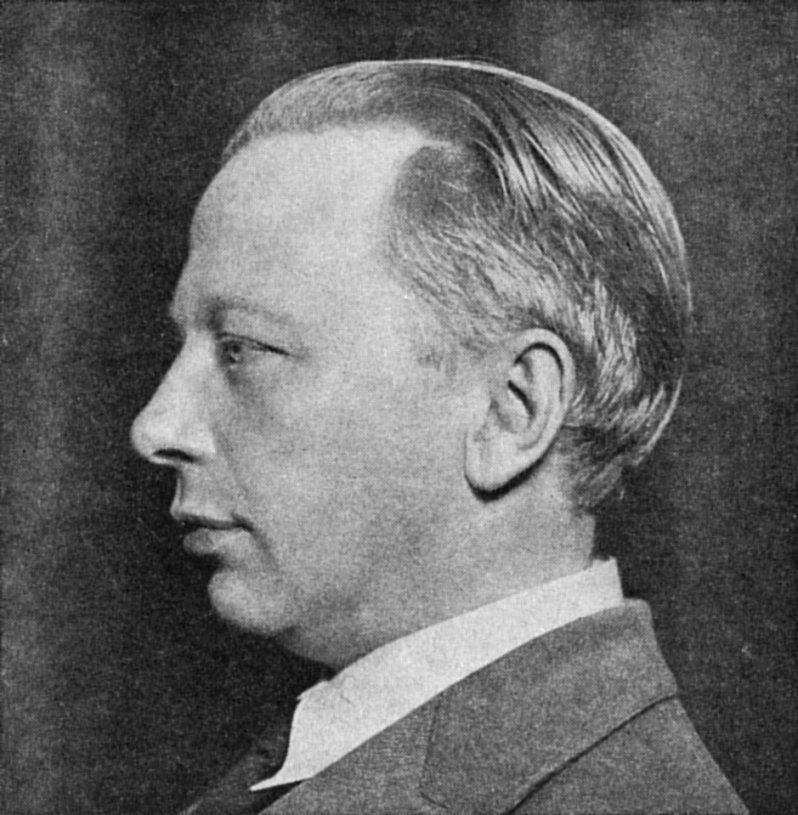
Kurt Atterberg

Aladdin är en opera i tre akter med musik av den svenske tonsättaren Kurt Atterberg och libretto av Bruno Hardt-Warden och Ignaz Michael Welleminsky. Det finns en svensk och en tysk version av operan som bygger på berättelsen om Aladdin i sagosamlingen Tusen och en natt. Den hade premiär den 18 mars 1941 på Kungliga Operan i Stockholm.

## Historia
Idén till verket kom till i augusti 1936 då Atterberg mötte librettisterna i Garmisch. Själva librettot var i stort sett färdigt när Atterberg började komponera klaverutdraget den 15 juli 1937. Den 24 augusti 1940 var klaverutdraget klart och Atterberg påbörjade orkestreringen, vilken han slutförde den 28 januari 1941. Ouvertyren skrevs först senare till den tyska premiären. Tillsammans med sin hustru översatte Atterberg det tyska originallibrettot till svenska. Då Welleminsky var jude var det inte möjligt för förläggaren att namnge honom som librettist.
Komponerandet drog ut på tiden på grund av Atterbergs många åtagande som musiker och dirigent, men även på grund av andra världskrigets utbrott.
Premiären av Aladdin ägde rum den 18 mars 1941 på Kungliga Operan i Stockholm och dirigerades av Sten-Åke Axelson. Flera medlemmar av det svenska kungahuset närvarade, inklusive kung Gustaf V. Atterberg var nöjd med uppsättningen, förutom danserna. Men operan blev inte den succé de hade hoppats på och lades ner efter endast elva föreställningar. Första akten från premiären sändes i Sveriges Radio och spelades in på 78-varvare. Tillsammans med en inspelning av ouvertyren från 1968, förblev detta den enda inspelningen av operan fram till 2017 (se nedan).
Den tyska premiären ägde rum den 18 oktober 1941 på Theater Chemnitz. Även om regissören extatiskt konstaterade: "Applåder bröt ut direkt efter ouvertyren och ökade i omfång från scen till scen för att kulminera i en stående ovation. Jag tror på verkets bestående framgång.", så var succén måttlig och det har inte blivit några fler föreställningar sedan dess.
Den 11 mars 2017 skedde den tredje uppsättningen av verket på Staatstheater Braunschweig under musikalisk ledning av Jonas Alber, vilken sändes i radio via Deutschlandfunk Kultur och mottogs positivt av kritikerna. Nyuppsättningens libretto skiljer sig från originalet från 1941 och placerar handlingen i nutid.
Radioinspelningen gavs ut på CD av skivbolaget CPO år 2023.

## Personer
| Roller                                          | Stämma     | Rollbesättning vid premiären 18 mars 1941. (Dirigent: Sten-Åke Axelson) |
| ----------------------------------------------- | ---------- | ----------------------------------------------------------------------- |
| Prinsessan Laila                                | Sopran     | Ruth Moberg                                                             |
| Nazzredin                                       | Bas        | Folke Jonsson                                                           |
| Molok                                           | Basbaryton | Joel Berglund                                                           |
| Balab                                           | Tenor      | Björn Forsell                                                           |
| Derim                                           | Baryton    | Arne Wirén                                                              |
| Aladdin                                         | Tenor      | Einar Andersson                                                         |
| Den blinde tiggaren / Lampans ande Dschababirah | Bas        | Leon Björker                                                            |
| Förste muselmanen                               | Tenor      | Georg Svensson                                                          |
| Andre muselmanen                                | Baryton    | Gösta Lindberg                                                          |
| Sultanens övereunuck                            | Baryton    | Folke Cembræus                                                          |
| Haschischförsäljaren                            | Tenor      | Nils Björklung                                                          |
| Matthandlaren                                   | Tenor      | Ivar Hallbäck                                                           |
| Juveleraren                                     | Bas        | Gunnar Källsing                                                         |